# جاكوب لوفلاند
جاكوب سيث لوفلاند (بالإنجليزية: Jacob Seth Lofland)‏، ممثل أمريكي من مواليد 30 يوليو 1996. اشتهر بدوره كـ عظمة الرقبة في فيلم ماد (2012).

## روابط خارجية
- جاكوب لوفلاند على موقع IMDb (الإنجليزية)
- جاكوب لوفلاند على موقع روتن توميتوز (الإنجليزية)
- جاكوب لوفلاند على موقع قاعدة بيانات الأفلام العربية
- جاكوب لوفلاند على موقع ألو سيني (الفرنسية)
- جاكوب لوفلاند على موقع أول موفي (الإنجليزية)
- جاكوب لوفلاند على موقع قاعدة بيانات الأفلام السويدية (السويدية)
- جاكوب لوفلاند على موقع قاعدة بيانات الفيلم (الإنجليزية)
- جاكوب لوفلاند على موقع كينوبويسك (الروسية)